# ブリクス・スミス

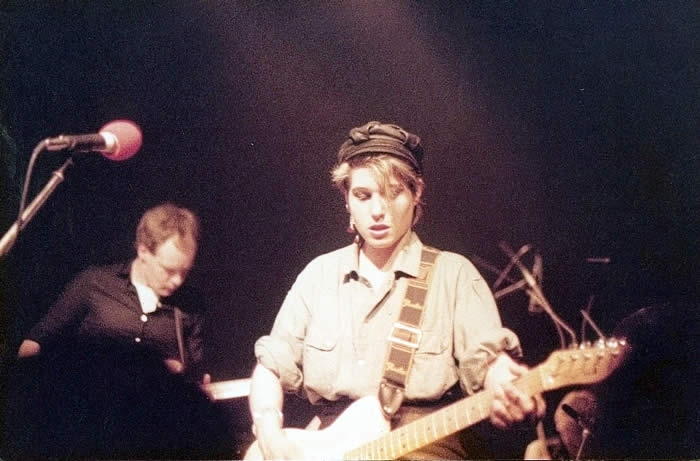
ブリクス・スミス

ブリクス・スミス（Brix Smith 1962年11月12日-）は、アメリカ合衆国出身の歌手。イギリスのバンドグループザ・アダルト・ネットでリード・シンガーとして活動している。ザ・フォールのメンバーあり、歌手のマーク・E・スミスと1983年に結婚している。1989年に離婚したが、2002年にフィリップ・スタートと結婚し、スタート（ Start）というファッションブランドを展開している。